# Authiou
 Authiou  es una población y comuna francesa, en la región de Borgoña, departamento de Nièvre, en el distrito de Clamecy y cantón de Brinon-sur-Beuvron.

## Demografía
| 71 | 74 | 43 | 40 | 33 | 34 |
| Para los censos de 1962 a 1999 la población legal corresponde a la población sin duplicidades (Fuente: INSEE [Consultar]) |    |    |    |    |    |